# غائم مع فرصة لتساقط كرات اللحم
غائم مع فرصة لتساقط كرات اللحم (بالإنجليزية: Cloudy with a Chance of Meatballs)‏ هو فيلم كوميدي تم إنتاجه في الولايات المتحدة سنة 2009 بواسطة سوني بيكتشرز للرسوم المتحركة و توزيع شركة كولومبيا بيكتشرز. الفيلم من كتابة وإخراج فيل لورد وكريس ميلر و بطولة آنا فاريس وبيل هادير بالإضافة لـ جيمس كان ونيل باتريك هاريس .

## بطولة
- آنا فاريس
- جيمس كان
- نيل باتريك هاريس
- أندي سامبيرج
- بنجامين برات

محمد وائل

## القصة
فلينت لوكوود دائما يريد أن يخترع شيئا عظيما، بالرغم من حماسه لإبداع شيء ما الا ان اختراعاته التي كانت عبارة عن رذاذ يضعه على قدمه بدلا من الحذاء أو جهاز تحكم للتلفزيون والسيارة الطائرة والفئران الطائرة ومضاد صلع للرأس وجهاز مترجم لأفكار القردة وكلها كانت تنتهي بالفشل. فلينت يعيش في بلدة خيالية صغيرة في وسط المحيط الأطلسي اسمها شلال السنونو مع والده الآرمل تيم الذي كان يسيء فهم موهبة ولده. كان المصدر الوحيد لإيرادات البلدة هو تعليب أسماك السردين ولكن هذا العمل أُغلق فأصبح طعام أهل البلدة هو السردين فقط.
استطاع فلينت وبمساعدة حيوانه الأليف القرد الذي كان يدعوه ستيف أن يخترع آلة تحول الماء إلى طعام، جرب اختراعه في المنزل ولكنه لم يفلح لأن الدائرة الكهربائية لم تكن كافية فقرر تشغيل الجهاز عن طريق ايصاله بمحطة كهرباء قريبة وعندما قام بتشغيل الجهاز مرة أخرى انطلق جهازه كالصاروخ مدمرا كل شيء في طريقه بما في ذلك مكانا جديدا كان قد أُعد للجذب السياحي، وبينما كان فلينت يتعافى من فشله التقى بسامنثا (سام ) سباركس التي تعمل متدربة في إحدى القنوات التلفزيونية وجاءت لتغطية افتتاح مشروع الجذب السياحي وقطع حديثهما تلون الغيوم بألوان قوس قزح وتساقط ساندويتشات الهمبرجر عليهم كالمطر.
أدرك فلينت أن جهازه بدأ بالعمل وأعطى نتيجة مرضية فقرر أن يعمل جهازا ليتواصل مع اختراعه ليرسل له أوامر بصنع أنواع أخرى من الطعام. تم تغيير اسم البلدة وأصبحت وجهة للسياحة الغذائية وصار يقصدها الكثير من السياح. كل شيء كان يسير على مايرام حتى أصبح سكان البلدة يطلبون الطعام بشراهة من آلة فلينت. فلينت لاحظ أن الطعام بدأ يصبح حجمه أكبر من المعتاد وعلى الرغم من قلق فلينت من هذه النتيجة الا أن العمدة الذي أصبح بدينا جدا ولاينتقل الا بدراجة لضخامة وزنه استمر في حث فلينت على تشغيل الته والاستمرار بانتاج الطعام وقائلا له انه كلما كان أكبر كلما كان أفضل. المواطنون والسياح كانوا في هناء حتى تفاجأ بعاصفة طعام تهدد البلدة هرع فلينت مسرعا إلى المعمل ليوقف الجهاز ويرسل «الكود القاتل» لايقاف الاوامر ولكن العمدة القى بقطعة فجل كبيرة فدمر جهاز الاتصال قبل أن يتم إرسال الكود سأل فلينت العمدة ماذا كان الطلب الذي أرسله فقال له بأنه طلب بوفيها مفتوحا يحتوي على جميع أصناف الأطعمة، قبل أن يلوذ الناس بالفرار لأن فلينت لم يعد مسيطرا على اختراعه ولأن هناك عاصفة أخرى أضخم من الأولى في طريقها إليهم لقي فلينت التشجيع من والده في أن يصحح مابدأه وبالفعل اخترع فلينت سيارة طائرة وقرر أن يطير عاليا لاختراعه ثم يضع الكود القاتل في الآلة بواسطة فلاش يو اس بي ، خرج فلينت وسام والمصور الذي كان برفقتها ماني وبرنت الابن المدلل للبلدة بالإضافة للقرد ستيف في هذه المهمة، وبينما كانوا يقتربون وجدوا الجهاز في قلب قطعة لحم كبيرة والغيوم تدخل من الأعلى ويخرج إعصار الغذاء من الأسفل وعندما اقتربوا أكثر بدأت قطع من الطعام تهاجمهم وأصبح الوضع فوضوي وفي أثناء ذلك فقد فلينت فلاش اليو اس بي الذي كان بداخل شفرة الموت لإيقاف الجهاز. بالرجوع إلى البلدة نجد ان المواطنين والسياح استطاعوا الهرب فيما انهار جبل بقايا الطعام محدثا سيلا من الطعام دمر البلدة بكاملها وغطى معمل فلينت فيما كان والده يحاول إرسال شفرة الموت لجهاز فلينت المحمول بعد أن فقد الشفرة، تيم مازال على قيد الحياة واستطاع ان يرسل شفرة الموت دخل فلينت داخل كرة اللحم وعندما وضع الجهاز وقام بتشغيل شفرة الموت اكتشف ان تيم ارسل له ملفا غير صحيح لم يستسلم فلينت لخيبة الأمل هذا وحاول بذل مافي وسعه واستخدام مالديه فقام برش الرذاذ الذي بحوزته على الجهاز فانفجر الجهاز. بعد انفجار الجهاز اختفت عاصفة اللحم واستطاع جميع من كان في كرة اللحم للعودة للبلدة بسلام بعد ذلك عبر تيم عن فخره بابنه واحتفل فلينت وسام.

## طاقم التمثيل
- بيل هادير، بدور فلينت لوكوود.
- جيمس كان، بدور تيم لوكوود.
- أندي سامبيرج، بدور الطفل برينت.
- آنا فاريس، بدور سام سباركس.

## الإنتاج
في 9 مايو 2003 بعد سنة من تأسيس سوني بيكتشرز للرسوم المتحركة أعلنوا عن قائمة انتاجهم وتضمنت هذا الفيلم مأخوذا من كتاب يحمل نفس الاسم وتم الإعلان عن مخرج له. وفي عام 2006 تم الإفادة بأن الفيلم قد يخرج من قبل مخرجين وكُتّاب جدد فيل لورد وكريس ميلر.

 في 18 سبتمبر 2008 اعلنت مجلة فارايتي ان بيل هادير وآنا فاريس قد قاما بتسجيل اصواتهم للشخصيتين الرئيسيتين في الفيلم بالإضافة لباقي طاقم العمل.

## الإصدار

### وسائل الإعلام المنزلية
تم إصدار الفيلم على اقراص الدي في دي واسطوانات البلو راي والاقراص العامة في 5 يناير 2010 في الولايات المتحدة وكندا. وعلى الاقراص ثلاثية الابعاد في 22 يونيو 2010، وقد كان أول قرص بلو راي يباع بشكل مفرد في الولايات المتحدة.

### الميزانية والإيرادات
بلغت تكلفة إنتاج الفيلم حوالي 100 مليون دولار بينما حقق أرباحا تقدر بـ 243,006,126 دولار.

## روابط خارجية
- الموقع الرسمي
- غائم مع فرصة لتساقط كرات اللحم على موقع IMDb (الإنجليزية)
- غائم مع فرصة لتساقط كرات اللحم على موقع ميتاكريتيك (الإنجليزية)
- غائم مع فرصة لتساقط كرات اللحم على موقع روتن توميتوز (الإنجليزية)
- غائم مع فرصة لتساقط كرات اللحم على موقع نتفليكس (الإنجليزية)
- غائم مع فرصة لتساقط كرات اللحم على موقع ألو سيني (الفرنسية)
- غائم مع فرصة لتساقط كرات اللحم على موقع Turner Classic Movies (الإنجليزية)
- غائم مع فرصة لتساقط كرات اللحم على موقع أول موفي (الإنجليزية)
- غائم مع فرصة لتساقط كرات اللحم على موقع بوكس أوفيس موجو (الإنجليزية)
- غائم مع فرصة لتساقط كرات اللحم على موقع فيلمافينيتي (الإسبانية)
- غائم مع فرصة لتساقط كرات اللحم على موقع قاعدة بيانات الأفلام السويدية (السويدية)